# 와타세 유우

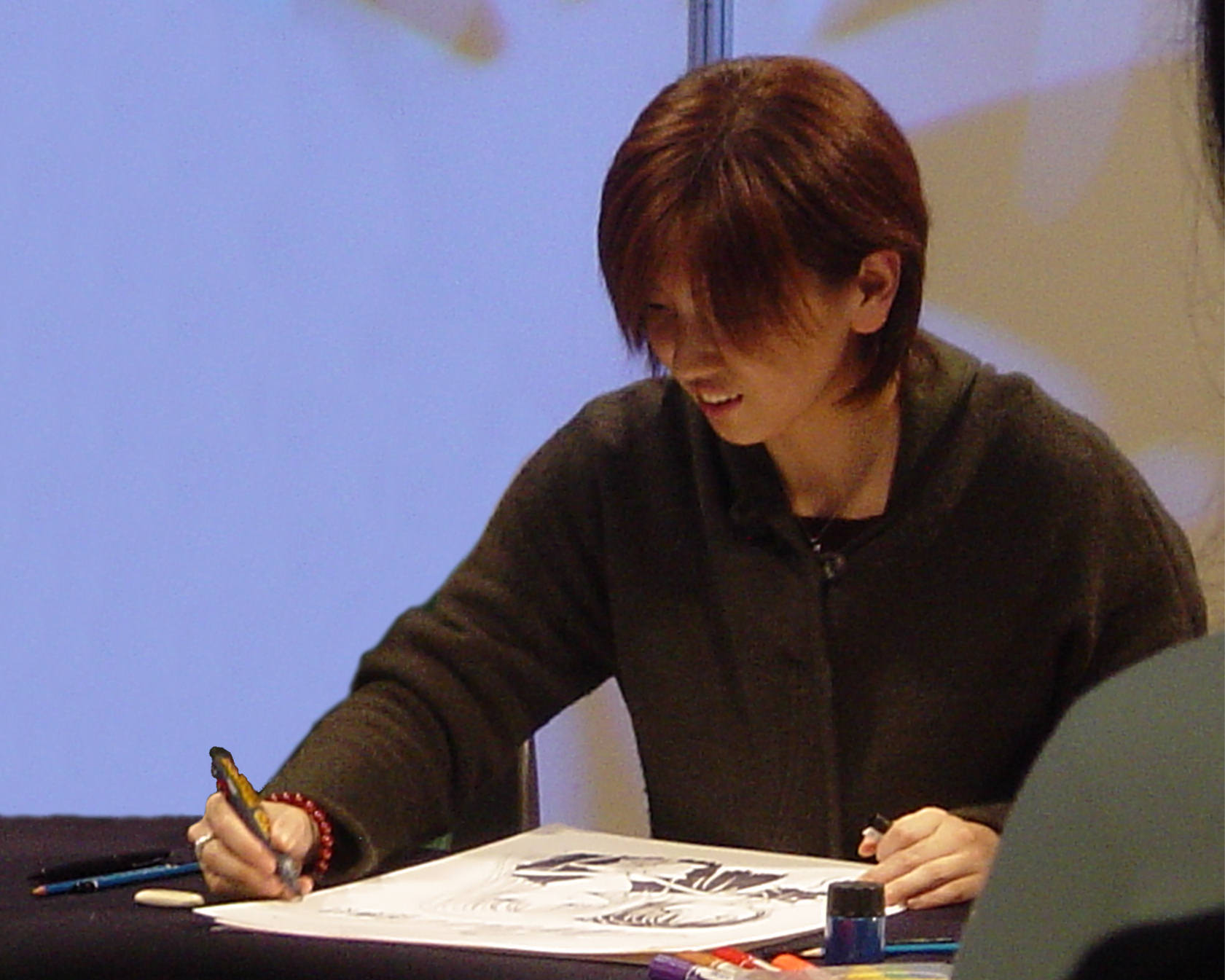

와타세 유우(渡瀬悠宇, 1970년 3월 5일 ~ )는 오사카부 기시와다시 출신의 만화가이다. 《천녀전설 아야》와 《환상게임》이 와타세 유우의 대표작이다.

## 인물·경력
사카이 여자고등학교, 오사카 종합 디자인 전문학교를 졸업했으며 1988년 소학관 신인코믹대상에 입상했다. 이듬해 〈パジャマでおじゃま〉로 데뷔했다. 《천녀전설 아야》로 제43회 (헤이세이 9년도) 소학관 만화상을 수상했다. 창가학회의 회원으로도 유명하며, 동회의 출판물에 자주 등장하고 있다.

## 작품 목록
- 사춘기 미만 사절 (1991년, 소녀 코믹) 단행본 전 3권.
- 속·사춘기 미만 사절 (1992년 - 1994년, 소녀 코믹 증간) 단행본 전 3권.
- 사춘기 미만 사절 완결편 (1998년, 소녀 코믹 특별 부록) 단행본 전 1권.
- 환상게임 (1992년 - 1996년, 소녀 코믹) 단행본 전 18권.
- 에포토란스! 마이 (1994년 - 1995년, 소녀 코믹 증간) 단행본 전 2권.
- 천녀전설 아야 (1996년 - 2000년, 소녀 코믹) 단행본 전 14권.
- 장하다 지팡구! (1997년 - 2003년, 소녀 코믹 증간) 단행본 전 3권.
- 사랑하는 지금 (2000년 - 2001년, 소녀 코믹) 단행본 전 5권.
- 앨리스 19th (2001년 - 2003년, 소녀 코믹) 단행본 전 7권.
- 절대그이。 (2003년 - 2004년, 소녀 코믹) 단행본 전 6권. (2008년 4월부터 후지테레비계에서 방송.)
- 후시기 유우기(환상게임) 현무개전 (2003년 - 2013년, 소녀 코믹 증간) 단행본 전 12권.
- 만화 유우기 (2001년경 - 2005년경? 소녀 코믹 본지에 게재된 〈와타세 유우의 만화 아카데미라구〉의 코믹판) 단행본 전 1권
- 벚꽃사냥 (2007년 - 2010년, Flowers 증간 《린카》) 단행본 전 3권
- 판도라 큐브 (2008년 - 요미키리, 주간 소년 선데이)
- 아라타 칸가타리 ~혁신어~ (2011년 - 연재중, 주간 소년 선데이)

- 와타세 유우 걸작집
  - 고멘 아소바세! - 단편집
  - 매지컬·난 - 단편집
  - 오테나미 하이켄! - 단편집
  - 모래왕관 - 단편집
  - 민트로 Kiss me - 단편집
  - 와타세 유우 The Best Selection - 단편집

- 유우토피아 콜렉션
  - 오이시이 STUDY (1995년 ~ 1996년, 소녀 코믹 증간)
  - 무스비야 NANAKO - 단편집.